# Medasina combustaria
Medasina combustaria là một loài bướm đêm trong họ Geometridae.